# Surfesquí
El surfesquí (wakeboard en anglès) és una modalitat d'esquí nàutic que consisteix a desplaçar-se dalt d'una planxa tot mantenint l'equilibri sobre la superfície d'un cos d'aigua. Va ser desenvolupat a partir d'una combinació d'esquí aquàtic, el surf de neu i les tècniques de navegació.
El pilot sol ser remolcat per una llanxa de motor, en general a una velocitat de 17-24 milles per hora, depenent de les condicions de l'aigua, la mida de placa, el pes del ciclista, el tipus de trucs, i la velocitat del ciclista comoditat. Aquesta velocitat també podria dependre de l'any, marca i model de l'embarcació pel fet que alguns vaixells que no estan dissenyats per a fer surfesquí, creen un deixant de diferent grandària que el pilot no se senti còmode. Però un surfesquí també pot ser remolcat per altres mitjans, incloent els sistemes de cable tancat de cursos, torns, motos aquàtiques, camions i cotxes i vehicles tot terreny.